# Eucyrtopogon kelloggi
Eucyrtopogon kelloggi är en tvåvingeart som beskrevs av Wilcox 1936. Eucyrtopogon kelloggi ingår i släktet Eucyrtopogon och familjen rovflugor.
Artens utbredningsområde är New Mexico. Inga underarter finns listade i Catalogue of Life.